# Le Sauveur
Pour les articles homonymes, voir Sauveur.
Pour plus de détails, voir Fiche technique et Distribution.
Le Sauveur est un film français réalisé par Michel Mardore et sorti en 1971.

## Synopsis
En France occupée, dans un petit village, une jeune fille recueille un aviateur anglais légèrement blessé et l'installe, en cachette de ses parents, farouches pétainistes, dans le grenier de sa ferme. Nanette sent vite s'éveiller en elle des sentiments encore inconnus, désir, amour, au contact de cet homme, jeune, beau, qui lui explique que les idées qu'elle a acquises à l'école sur les Anglais et les Allemands sont fausses. Et les journées s'écoulent, heureuses. On oublie presque que la guerre dure depuis quatre ans déjà. Un jour, l'Anglais décide de prendre contact avec un groupe de résistants par l'intermédiaire de monsieur Flouret. Nanette, habituée à la présence de son homme-jouet, furieuse de le voir s'éloigner d'elle, le dénonce à la police. Alors surgit l'invraisemblable : « l'Anglais » lui apparaît revêtu de l'uniforme du chef des SS. Comme elle demeure stupéfaite, le « faux-anglais vrai-allemand » explique à Nanette qu'il s'est servi de son amour et de sa haine de petite fille pour débarrasser la région des maquisards, des résistants qu'elle lui a inconsciemment livrés. Il fait ensuite rassembler la population du village et ordonne à Nanette, compromise, de donner l'ordre d'exécution. Celle-ci éclate en sanglots. Vingt ans plus tard, l'Allemand revient sur les lieux du massacre. Nanette, prématurément vieillie et méconnaissable, le tue.

## Fiche technique
- Titre d'origine : Le Sauveur
- Réalisation : Michel Mardore
- Scénario : Michel Mardore adapté de son roman éponyme (Nadja Films Éditions, distribution Denoël, 1971)
- Dialogues : Michel Mardore
- Musique : Pierre Jansen
- Direction orchestre : André Jouve
- Conseiller technique : Michel Deville
- Photographie : William Lubtchansky
- Assistants-opérateur : Tasso Papatakis, Jean-Claude Rivière
- Montage : Françoise Bonnot
- Son : René-Jean Bouyer
- Montage son : Michèle Boehm
- Assistants-son : Annick Menier, Patrick Gerard
- Mixage son : Jean Duguet
- Autres techniciens : Daniel Messere, Daniel Villeroy
- Scripte : Françoise Hellmann
- Pays d'origine :  France
- Producteur : Michel Mardore
- Directeur de production : Robert Paillardon
- Société de production : Nadja Films
- Sociétés de distribution : PlanFilm, Doriane Films (édition DVD)
- Format : couleur (Eastmancolor) — 35 mm — 1.66:1 — monophonique
- Genre : drame
- Lieu de tournage: Ully-Saint-Georges
- Durée : 93 minutes (2 551 mètres)
- Numéro de visa : 37781
- Date de sortie : France :1er septembre 1971

## Distribution
- Horst Buchholz : Claude
- Muriel Catala : Nanette
- Hélène Vallier : la mère de Nanette
- Roger Lumont : le père de Nanette
- Frédéric Norbert : Henri, le frère de Nanette
- Henri Vilbert : Flouret
- Danièle Ajoret : Nanette, adulte
- Michel Delahaye : Monnery
- Jean-Pierre Sentier : le mari de Nanette
- Jacques Serres : un fils Monnery

## Critiques
- « Et c’est tout naturellement que, retrouvant l’histoire (que nous n’avons jamais quittée), le Mal absolu arbore l’étendard rouge timbré du soleil noir de la croix gammée et la pompe funèbre de l’uniforme noir et argent de l’officier SS. Possédée du diable, dans le sens médiéval du terme, la fillette descend en enfer : en proie au vertige de la servitude, elle déclenche l’ultime cérémonial démoniaque, celui de la malédiction totale : le sacrifice du village. On sent bien que le film ne peut s’arrêter là. L’histoire a voulu que le Mal soit défait. Il y a eu fin de l’occupation. Devenue femme, « l’occupée » se libère donc. Mais y a-t-il exorcisme ? Hitler est mort, mais le nazisme ? Et si l’Archange n’était revenu sur les lieux de son crime que pour mourir afin de renaître sous une autre forme ? »[1]
- « C’est donc un film terrible, formidablement écrit, passant insensiblement de la sensualité rieuse à l’effroi le plus dur. Mardore peint un monde sans pitié ni pardon. Dans cette campagne ensoleillée, tous semblent damnés, de ces paysans collabos, dont certains s’engagent dans la tristement célèbre division Charlemagne, jusqu’à l’héroïne, victime certes, mais qui croit naïvement qu’un coup de fusil pourra supprimer ses remords. »[2]
- « C’est davantage du côté du roman noir britannique (on pense parfois à James Hogg et ses Confessions d’un pêcheur justifié) qu’il faut chercher d’éventuels points communs. Les SS, dans le film, ne sont que les avatars d’un mal ancestral et, pourrait-on dire, indissociable de l’histoire de l’humanité. Le contexte historique ne donne pas son sens au récit, il ne fait que lui proposer un terrain fertile : Le Sauveur décrit la corruption de l’innocence d’une manière qui échappe à toute temporalité, et place en permanence le film à la lisière du fantastique. Une œuvre brillante, puissamment originale. »[3]
- « Un enjeu de séduction trouble, voire sadien, entre un résistant mystérieux (l’Allemand Horst Buchholz) et une jeune fille en fleur (Muriel Catala) qui, à ses meilleurs moments, rappelle les grands Chabrol. »[4]
- "Comme beaucoup de critiques aux cahiers du cinéma des années 1950 et 1960, Michel Mardore succomba à la tentation de la caméra. Mais à la différence d'un Truffaut, son œuvre de réalisateur se limita à deux films, injustement oubliés. Suspense psychologique habile sur fonds d'occupation, Le Sauveur (1970) chronique le jeu de séduction sadien entre un résistant mystérieux et une jeune fille ambigüe, une troublante parabole sur le mal qui, à son meilleur, rappelle les grands Chabrol". Samuel Douhaire, Télérama,n°3428, 9 septembre 2015

## À noter
- Le film est librement inspiré des faits qui sont déroulés pendant l'occupation à Oradour-sur-Glane.
- Jean-Pierre Mocky devait interpréter le rôle principal de Claude. (source: Jean-Pierre Mocky, Eric Le Roy, éd. BiFi-Durante, 2000).